# Charles Bossut
Pour les articles homonymes, voir Bossut.
L'abbé Charles Bossut, né en 1730 à Murigneux, près de Tartaras (dans l'actuel canton de Rive-de-Gier) et mort le 14 janvier 1814, est un géomètre français, membre de l'Académie des sciences (élu en 1768), correspondant des Académies de Berlin et de Bologne et membre honoraire de l'Académie de Saint Pétersbourg (1778).

## L'académicien

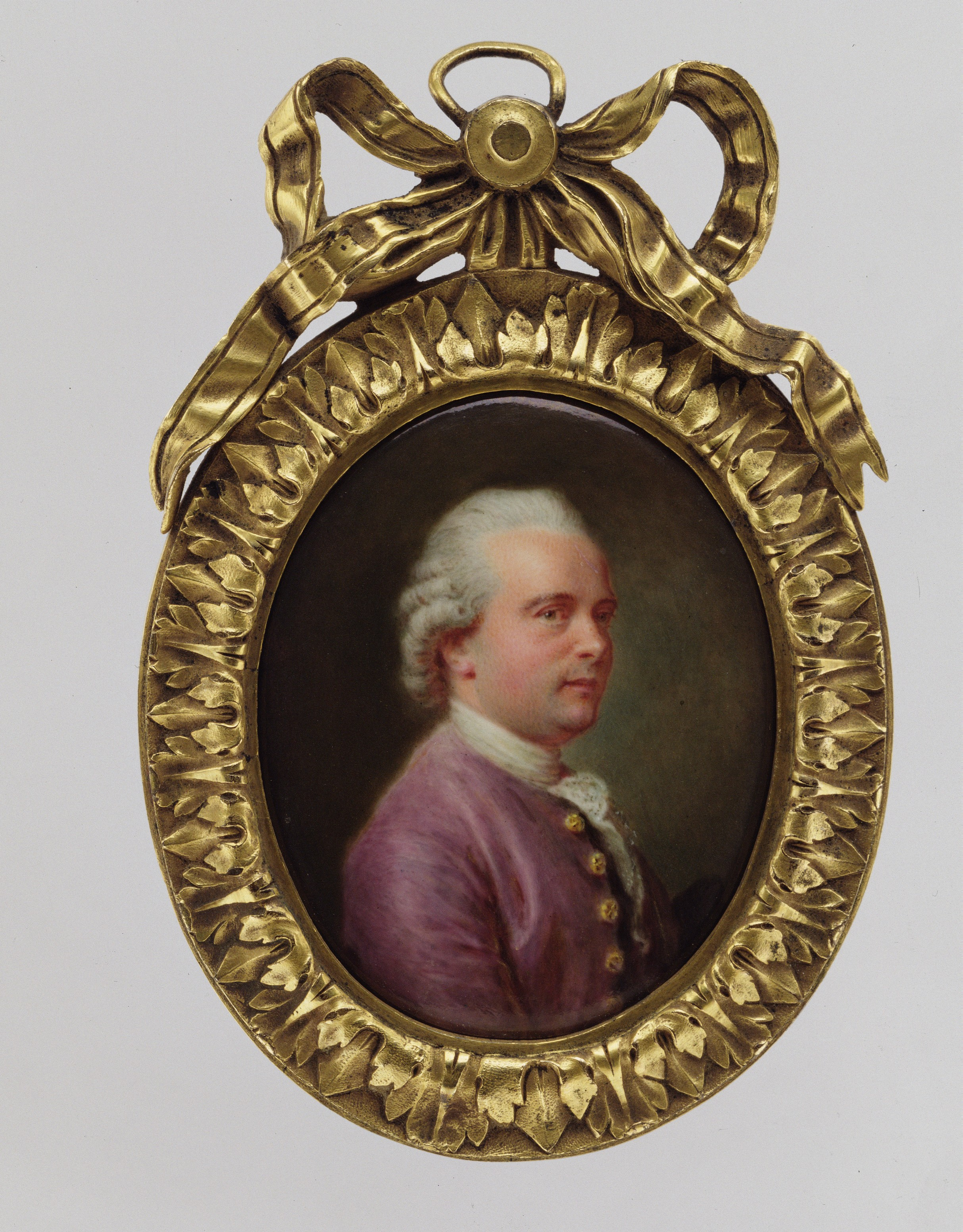
Portrait par Pierre Pasquier.

Après des études au collège jésuite de la Trinité de Lyon, il se consacra à la recherche scientifique et collabora à l'Encyclopédie de Diderot et d'Alembert. Il obtint de bonne heure par ses travaux la protection de Clairaut, de Jean le Rond d'Alembert et de l'abbé Camus ; fut, par l'influence de ce dernier, nommé professeur à l'École royale du génie de Mézières en 1752, puis le remplaça comme examinateur des élèves du génie (1768), ce qui le fixa à Paris; il perdit cette place d'examinateur à la Révolution française, sous la Terreur, mais devint sous l'Empire, en 1796, à l'initiative de Gaspard Monge son ancien élève à Mézières, examinateur de sortie des élèves de l'École polytechnique, jusqu'en 1808. Il fut également inspecteur général des machines & ouvrages hydrauliques des bâtiments du Roi et professeur royal d'hydrodynamique.

## Un hydraulicien
Son nom est notamment attaché aux expériences qu'il mena, dans les bassins de l'École Militaire, avec Nicolas de Condorcet et Jean le Rond d'Alembert, pour déterminer la résistance que l'eau oppose au mouvement des navires (1775-1777).
Premier professeur titulaire de la chaire royale d'hydrodynamique, il assure encore au début de la Révolution des cours et des démonstrations publiques deux fois par semaine chez les Pères de l'Oratoire, rue Saint-Honoré à Paris, bien que la rue qui porte son nom se situe depuis dans le 12e arrondissement actuel de Paris et non le 1er ni le 8e. 
Robert Fulton s'est appuyé sur ses travaux. Le 9 août 1803, c'est en présence de Bossut et d'autres membres de l'Institut que Fulton fait fonctionner sur la Seine à Paris le premier bateau à vapeur.

## La commission des canaux
Avec Condorcet et l'Abbé Alexis Rochon, il forma une commission chargée d'examiner les projets de canaux alors à l'étude, voire en cours d'exécution. C'est ainsi que, par exemple, les trois hommes proposèrent, en 1786, de faire de la petite rigole de flottage du Bazois (Châtillon-en-Bazois) un véritable canal de jonction de la Loire à la Seine (par l'Yonne), le futur canal du Nivernais, ouvert en 1841.
Curieusement, il ne travailla pas sur le canal qui se construisait alors au pied de son village natal, le canal de Givors, ouvert en 1780.

## Ses ouvrages
Outre un grand nombre de mémoires qui furent couronnés par l'Académie des sciences et la direction des volumes de mathématiques dans l'Encyclopédie méthodique, on lui doit :
- une édition de Blaise Pascal ;
- un Traité élémentaire d'hydrodynamique (1771), remanié ultérieurement en Traité théorique et expérimental d'hydrodynamique en 2 volumes (1786-87), Paris ;
- un Traité élémentaire de mécanique statique (1772), ouvrage indispensable pour la préparation aux concours d'entrée aux écoles militaires d'Ancien Régime, qui ne fut détrôné dans l'édition universitaire que par les Éléments de statique de Louis Poinsot (1803).
- Recherches sur l’équilibre des voûtes, année 1774, Paris (1778).
  - Il appliquera, en 1774, sa théorie sur l'équilibre des voûtes, à la vérification de la stabilité et de l'épaisseur des pieds-droits de l'église Sainte-Geneviève, (actuellement le Panthéon de Paris) : construction débutée en 1758, puis reprise par Jacques-Germain Soufflot en 1764, interrompue par sa mort en 1780, et terminée par ses successeurs Jean-Baptiste Rondelet et Maximilien Brébion, pour une inauguration en 1790[4];
- (it) Traité élémentaire de mechanique et de dinamique, vol. 1, Pavie, Stamperia del Monastero di S. Salvatore, 1788 (lire en ligne)
- (it) Traité élémentaire de mechanique et de dinamique, vol. 2, Pavie, Stamperia del Monastero di S. Salvatore, 1788 (lire en ligne)
- Nouvelles recherches sur l’équilibre des voûtes en dôme, année 1776, Paris (1779).
- Cours de mathématiques, rédigé d'une manière simple et populaire qui eut beaucoup de succès (1781) ;
- Cours de mathématiques, Paris, F. Didot, tome 1, (Arithmétique et Algèbre), (1800) Texte en ligne ;
- Cours de mathématiques, Paris, F. Didot, tome 2, (Géométrie et application de l'algèbre à la géométrie), (1800), Texte en ligne ;
- une Histoire générale des mathématiques, 1810, 2 volumes in-8, qui est son principal titre,
  - Tome 1 Texte en ligne ;
  - Tome 2 Texte en ligne.

## Sources
- Antoine Picon, L'invention de l'ingénieur moderne, (1992), Pr. de l'École des Ponts & Chaussées,  (ISBN 2-85978-178-1)
- André Guillerme, Bâtir la ville, (1995), Éd. Champ Vallon,  (ISBN 2-87673-203-3)

Cet article comprend des extraits du Dictionnaire Bouillet. Il est possible de supprimer cette indication, si le texte reflète le savoir actuel sur ce thème, si les sources sont citées, s'il satisfait aux exigences linguistiques actuelles et s'il ne contient pas de propos qui vont à l'encontre des règles de neutralité de Wikipédia.